# Olympische Winterspiele 1988/Teilnehmer (Bolivien)
| Gelbes Symbol für Goldmedaillen mit stilisierten Olympischen Ringen | Graues Symbol für Silbermedaillen mit stilisierten Olympischen Ringen | Braundes Symbol für Bronzemedaillen mit stilisierten Olympischen Ringen |
| ------------------------------------------------------------------- | --------------------------------------------------------------------- | ----------------------------------------------------------------------- |
| —                                                                   | —                                                                     | —                                                                       |

Bolivien nahm bei den Olympischen Winterspielen 1988 im kanadischen Calgary mit sechs Sportlern teil.
Es war die vierte Teilnahme bei Winterspielen nach 1956.

## Teilnehmer nach Sportarten

### Ski Alpin
- Manuel Aramayo
Slalom → 46.

- Guillermo Ávila
Riesenslalom → disqualifiziert
Slalom → 38.

- Jaime Bascon
Riesenslalom → disqualifiziert

- José Manuel Bejarano
Riesenslalom → DNF

- Enrique Montano
Riesenslalom → disqualifiziert
Slalom → 53.

- Luis Viscarra
Slalom → 50.